# Cinetus aletes
Cinetus aletes är en stekelart som beskrevs av Nixon 1957. Cinetus aletes ingår i släktet Cinetus, och familjen hyllhornsteklar. Arten är reproducerande i Sverige.